# Begonia bahiensis
Begonia bahiensis é uma espécie da flora de Brasil pertencente à família Begoniaceae. Cresce ate 80 centimetros em lugares úmidos e sombreados.

## Distribuição geográfica
Ocorre em Mata Atlântica nos estados de Bahia e Espírito Santo. No Espírito Santo possui registro de ocorrência no município de Nova Venécia. No Bahia ocorre principalmente no sul do estado.

## Taxonomia
Begonia bahiensis foi nombrada por o botânico franco-suíço Alphonse Pyrame de Candolle, descrito em Annales des Sciences Naturelles; Botanique, série 4, 11: 137, e publicado em 1859.
O epíteto específico geográfico bahiensis alude à sua localização no estado da Bahia.

## Conservação
O Governo do Estado do Espírito Santo incluiu em 2005 B. bahiensis em sua primeira lista de espécies ameaçadas de extinção, por intermédio do Decreto nº 1.499-R, classificando-a como uma espécie "Criticamente em perigo" (CR).